# Stig Tøfting
Stig Tøfting (ur. 14 sierpnia 1969 w Aarhus) – duński piłkarz występujący na pozycji defensywnego pomocnika. Obecnie asystent menedżera w Randers FC.

## Życiorys
Urodzony na przedmieściach Århus, rozpoczynał swoją karierę w miejscowym Gymnastik Forening. Pierwszy mecz w składzie seniorskim zaliczył 29 września 1989 w wyjazdowym meczu z Aalborgiem, wygranym 1-0. Trzy lata później wygrał pierwsze w swojej karierze trofeum - wraz z kolegami wywalczył Puchar Danii. Już jako zawodnik wyjściowej jedenastki został powołany na igrzyska olimpijskie w Barcelonie, do juniorskiej kadry swojego kraju. Na turnieju rozegrał trzy spotkania.
Debiut w seniorskich barwach ówczesnych mistrzów Europy zaliczył z kolei 30 stycznia 1993 roku. Został wówczas wypuszczony na murawę w zremisowanej 2:2 potyczce ze Stanami Zjednoczonymi. Po zakończeniu sezonu trafił do klubu spoza ojczyzny, niemieckiego Hamburgera SV. Rozegrał trzy pierwsze mecze ligowe w Bundeslidze, lecz szybko z gry wyeliminowała go kontuzja. Kiedy zakończył rekonwalescencję, pojawił się problem limitu obcokrajowców w składzie drużyny. Najpierw przebywał na wypożyczeniu w Odense, a potem w Århus.
Niezadowolony z warunków pracy za granicą postanowił powrócić do ojczyzny. Z otwartymi rękami powitano go w De Hvide. Został powołany do kadry na EURO 96'. Impreza była dla jego rodaków całkowicie nieudana, a on sam rozegrał ostatnie 21 minut w ostatnim meczu, przegranym 0-3 z Chorwacją. Kiedy następcą Møllera Nielsena został szwedzki trener Bo Johansson, Stig stracił całkowicie miejsce w kadrze.
W styczniu 1997 wygasła jego umowa z Århus i przeniósł się do Odense BK. Między nim a menedżerem powstał jednak konflikt i został zmuszony do odejścia. 2 miliony koron duńskich zdecydował się zapłacić za niego MSV Duisburg. Już w pierwszym sezonie pobytu w tym klubie miał szansę na zdobycie Pucharu Kraju, jednak w finale Zebry uległy Bayernowi Monachium. Waleczny pomocnik pojechał na Mundial we Francji. Dwa razy wchodził z ławki rezerwowej na boisko, spędził na nim łącznie 60 minut.
W czerwcu 1999 został wykluczony z gry, ponieważ trafił do... więzienia za napad, którego dopuścił się na wakacjach w rodzinnej miejscowości. Przez swój nieprofesjonalizm po raz kolejny został odesłany do kraju. Od 2000 do 2002 roku grał w HSV.
Po całkowicie nieudanych Mistrzostwach Europy w Belgii i Holandii krótko grał w ekipie z Premiership, Boltonu Wanderers. Potem przebywał w Tianjin Teda, znowu AGF (kolejne powołanie do kadry na wielką imprezę, tym razem u Mortena Olsena grał we wszystkich meczach Duńczyków na MŚ 2002) i BK Häcken. Po wielu latach tułaczki trafił do Randers FC, gdzie spędził jeden sezon, zdobywając z klubem Puchar Danii i pomagając mu w awansie do Superligaen. W 2007 roku zakończył piłkarską karierę i zajął się szkoleniem zawodników.
W reprezentacji Danii rozegrał 41 spotkań, strzelił 2 gole.